# Coll de Marçac
El Coll de Marçac és una collada situada a 1.046,8 metres d'altitud en el lloc on es troben els termes comunals de Conat, Noedes i d'Orbanyà, tots tres de la comarca del Conflent, a la Catalunya del Nord.
És un coll de muntanya situat a la zona nord-oest del terme de Conat, al sud-est del de Noedes i al sud del d'Orbanyà, al sud-est del Pic de la Serra. Hi passava el Camí Vell de Vellans a Orbanyà.